# Jesse Seilern

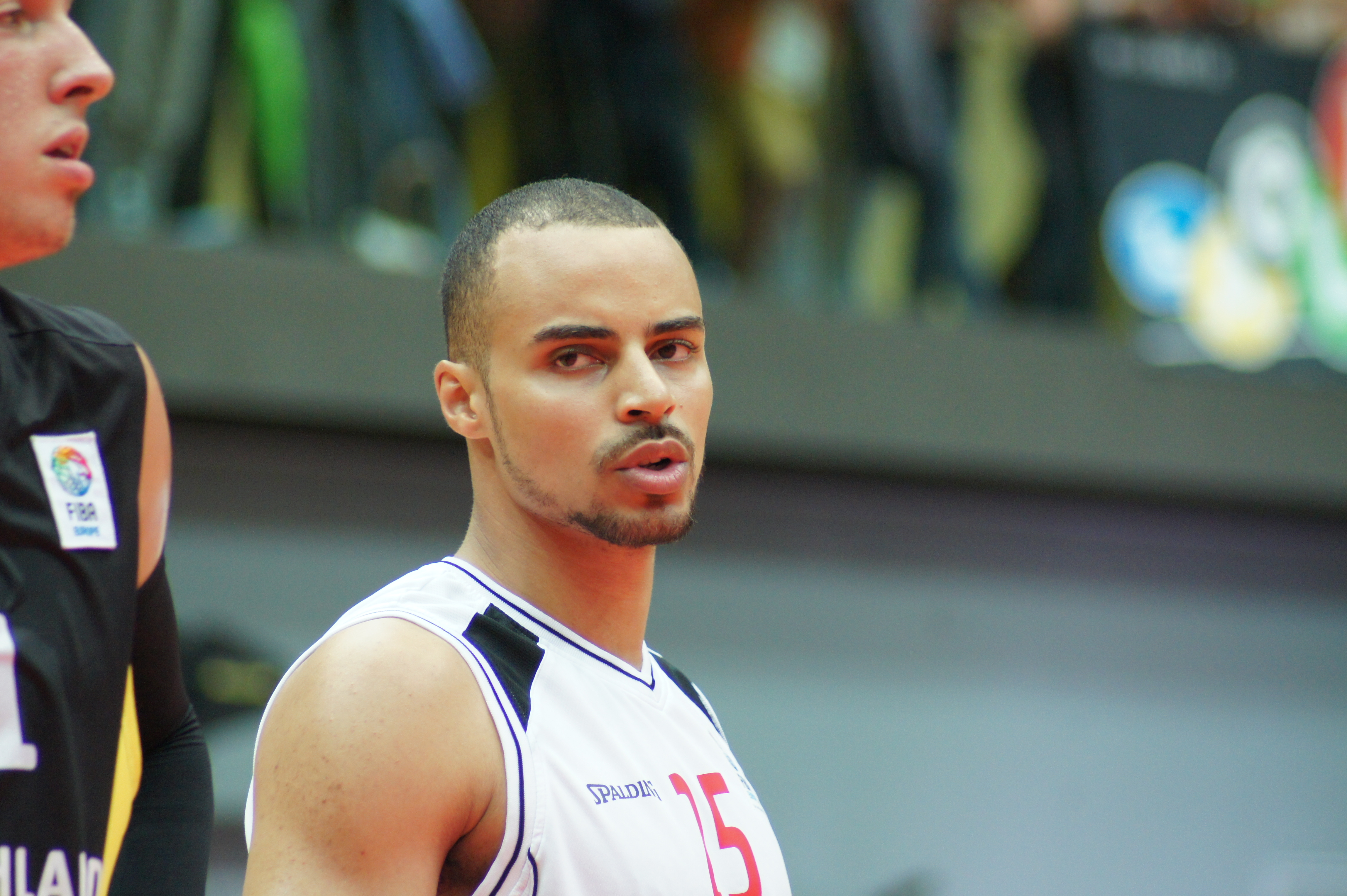
Jesse Seilern im Jahr 2014

Jesse Nii L. Seilern und Aspang (* 23. August 1990 in Wien) ist ein ehemaliger österreichischer Basketballspieler.

## Werdegang
Seilern wurde am 23. August 1990 als Sohn von Benjamin Bothway und Ruth Seilern in Wien geboren. Er spielte zunächst bei der Turnerschaft Innsbruck und ging 2003 nach Kapfenberg.
Er wurde im Nachwuchsmodell Kapfenberg gefördert und bestritt in den Spieljahren 2007/08 sowie 2008/09 eine Gesamtzahl von 22 Bundesligaeinsätzen für die Kapfenberg Bulls. Nach der Matura begann er 2009 ein Studium der Betriebswirtschaftslehre an der University of South Carolina Aiken in den Vereinigten Staaten. Er gehörte der Basketball-Hochschulmannschaft in der zweiten NCAA-Division an. In der Saison 2009/10 bestritt der 1,90 Meter große Aufbauspieler nur vier Begegnungen, dann zwang ihn eine Verletzung zur Pause. Zwischen 2010 und 2014 war er dann Stammspieler. Insgesamt kam Seilern im Zeitraum 2009 bis 2014 auf 127 Einsätze für USC Aiken. Er stand bei 111 Spielen der Hochschulmannschaft in der Anfangsaufstellung. Seilern erreichte Mittelwerte von 8 Punkten, 3,4 Rebounds sowie 1,8 Korbvorlagen je Begegnung. Sowohl mit seinen 127 Einsätzen sowie mit seinen 111 Berufungen in die Anfangsaufstellung setzte sich der Österreicher in der Bestenliste der Hochschulmannschaft auf den ersten Rang.
Nach seiner Rückkehr aus den Vereinigten Staaten gehörte Seilern in der Saison 2014/15 dem Bundesligisten BK Klosterneuburg an. In den Farben der Niederösterreicher wirkte er an 28 Ligabegegnungen (4,5 Punkte/Spiel) mit. Gleichzeitig begann er ein Medizinstudium. Aus gesundheitlichen Gründen (Bandscheibenvorfälle) kündigte er Ende August 2015 an, eine Basketballauszeit einzulegen, kehrte aber nicht mehr in den Leistungssport zurück.
2020 erlangte er an der Medizinischen Universität Wien den akademischen Grad Doktor der gesamten Heilkunde (Dr. med. univ.) mit einer Ende Dezember 2019 eingereichten Arbeit.

### Nationalmannschaft
Seilern war U16-, U18- und U20-Nationalspieler seines Heimatlandes. In diesen Altersklassen nahm er an insgesamt vier B-Europameisterschaften teil. Für die Herrennationalmannschaft bestritt er elf Länderspiele (alle im Jahr 2014).